# Indigofera sieberiana
Indigofera sieberiana är en ärtväxtart som beskrevs av Scheele. Indigofera sieberiana ingår i släktet indigosläktet, och familjen ärtväxter. Inga underarter finns listade i Catalogue of Life.